# Al-Mafraq (provins)
al-Mafraq, formellt Muhafazat al-Mafraq (arabiska: محافظة المفرق), är en av Jordaniens tolv provinser (muhafaza).  Den administrativa huvudorten är al-Mafraq. Provinsen gränsar mot provinserna Irbid, Jarash och az-Zarqa samt länderna Syrien, Irak och Saudiarabien.
Provinsen hade 244 188 invånare år 2004 och en yta på 26 435 km².

## Administrativ indelning
Provinsen är indelad i fyra distrikt (liwa):
- Qasabat al-Mafraq
- ar-Ruwayshid
- al-Badiya ash-Shamaliyya al-Gharbiyya
- al-Badiya ash-Shamaliyya